# 魏棨
魏棨（1469年—？），字喬儀，號狷斋，江西南昌府新建縣人，民籍，明朝政治人物。

## 生平
弘治二年（1489年）己酉科江西鄉試第六十二名舉人，十八年（1505年）中式乙丑科會試第一百七十七名，三甲第一百八名進士。历官南京行人司副、刑部员外郎、郎中。嘉靖初年任福建布政使司右參議，平定古田縣杉洋盜寇，升福建布政使司左參政、福建右布政使。

## 家族
曾祖魏子輿，知縣；祖父魏重鋐；父魏默，光澤縣知縣。母熊氏。慈侍下。弟魏槩、魏槃、魏棐。子魏良輔，嘉靖五年進士；魏良貴，嘉靖十四年進士。